# Clemenskirche (Essen)

Fundamente der Clemenskirche

Abdeckung des Quellbeckens

Innenbereich der Clemenskirche

Die St.-Clemens-Kirche war bis 1802 eine katholische Kirche aus dem 10. Jahrhundert auf dem Gebiet der Abtei Werden außerhalb der Kloster- und Stadtmauern in Essen-Werden. Neben einer ans Westwerk der Abteikirche angebauten Eigenkirche, der Marienkirche („turris sanctae Mariae“) und der Luciuskirche für den nördlichen Pfarrsprengel diente sie im südlichen Bereich – der späteren Honschaft Heidhausen – den pfarrlichen Gottesdiensten. Ihre Ruine ist seit dem 10. Juli 1986 in die Denkmalliste der Stadt Essen als Baudenkmal sowie seit dem 8. September 1994 als Bodendenkmal eingetragen.

## Stand der Forschung

### Vorgängerbauten
Vermutlich unter Abt Wigger (930–940) begannen erste Baumaßnahmen, bei denen zunächst lediglich ein Auffangbecken in den Maßen 30 mal 50 Zentimeter angelegt wurde, um das Wasser der vier aus dem Pastoratsberg entspringenden Quellen an ihrem Zusammenfluss aufzunehmen. Für einen zweiten archäologisch nachgewiesenen Bau schreibt die Überlieferung Abt Wigo (ca. 940–945) die Verantwortung zu. Die eigentliche Clemenskirche wurde am 1. Mai 957 durch Erzbischof Bruno von Köln, den Bruder Kaiser Ottos I., geweiht.

### Das Aussehen des Bauwerks
Es handelt sich um eine Drei-Apsiden-Saalkirche, einen Bautypus, der im Bistum Chur häufig vorkam, nicht jedoch nördlich der Alpen. Lediglich im Vorgängerbau der Hervormde Kerk in Oosterbeek in der Nähe von Arnheim findet sich dieser Bautyp und eben hier in der Clemenskirche.
Eine in ihrer Ausgestaltung sehr ungewöhnliche Choranlage hatte sich in der abschließenden Ostmauer erhalten, die bei den Ausgrabungen im Jahr 1895 immerhin noch 1,5 Meter hoch aufragte. Während die Ostmauer in ihrer gesamten Länge den Abschluss der Kirche bildete und nach außen in einer geraden Linie verlief, weist sie im Inneren drei halbkreisförmige Nischen (Apsiden) auf, die mittlere 2,06 Meter, die beiden Seitennischen jeweils 1,95 Meter breit. Ihre Tiefe wurde durch doppelt abgestufte Vorlagen um 0,46 Meter vergrößert. Weitere Ausgrabungsfunde lassen darauf schließen, dass die Chorwand in Pilastervorlagen eine architektonisch gegliederte Ausbildung besaß.
Die Annahme Effmanns, dass es sich um eine Basilika handelte, lässt sich nach den Ausgrabungen Bindings (s. u.) nicht halten. Danach blieb der genannte zweite archäologische Bau als Quellkapelle bestehen und die Drei-Apsiden-Saalkirche wurde darum herum gebaut. Dabei überzog die im Osten der Kirche vorhandenen Fußbodenhöhe die Kapelle, die eine lichte Raumhöhe von 1,75 m behielt.

### Abriss
Nach der Säkularisation der Reichsabtei Werden durch Preußen am 18. Dezember 1802 wurden die beiden Werdener Pfarreien St. Lucius und St. Clemens durch den preußischen König Friedrich Wilhelm III. aufgehoben und die Abteikirche zur Pfarrkirche einer neuen Pfarrei Werden mit zwei Außenstationen in Heisingen und Kettwig erklärt. Ihrer bisherigen Bestimmung für den pfarrlichen Gottesdienst beraubt, wurde daraufhin die Clemenskirche zum Verkauf bestimmt und am 20. November 1817 abgebrochen. Aus den Steinen der abgerissenen Kirche wurde in Werden der Gasthof Ferber errichtet, in dem dann im Jahr 1857 das katholische Krankenhaus St. Josef eingerichtet worden ist. Die Mauern des Gasthofes haben sich bis heute als Altbau des Krankenhauses erhalten. In diesen Mauern war auch der Giebelsturz mit Reliefkreuz aus der inneren Kapelle der Clemenskirche verbaut worden; er befindet sich heute in der Schatzkammer der ehemaligen Abteikirche.

## Ausgrabungen und heutiger Zustand
1869 suchte der junge Wilhelm Effmann die Grundmauern der abgerissenen Kirche wieder freizulegen, musste jedoch später bekennen, nicht tief genug gegraben zu haben. 1895 führte eine erneute Grabung Effmanns zum Erfolg: Mit Ausnahme der – offenbar vollkommen abgetragenen – Westmauer waren

„von allen anderen Mauerzügen noch Theile vorhanden, die als aufgehendes Mauerwerk über den Fußboden der Kirche herausragen.“

Neuere Ausgrabungen in den Jahren 1967/68 unter der Leitung von Günther Binding erweiterten die Erkenntnisse, die von Effmann gewonnen worden waren.
In den Jahren 1987/88 wurde schließlich Effmanns Vorschlag von 1896 umgesetzt, indem die Grundmauern auf etwa einen Meter Höhe aufgemauert und mit einer Putzschicht gegen eindringendes Regenwasser abgedeckt wurden.
Die Straße von Werden nach Heidhausen, an der die Reste der Clemenskirche liegen, heißt zur Erinnerung an den Quellgrund, über dem die Kirche errichtet worden war, Klemensborn. Die zuvor sogenannten Straßen Borner Weg und Borner Straße wurden zusammen am 15. Januar 1936 in Klemensborn umbenannt (Born steht historisch für Brunnen bzw. Quelle).